# 豊岡鞄団地

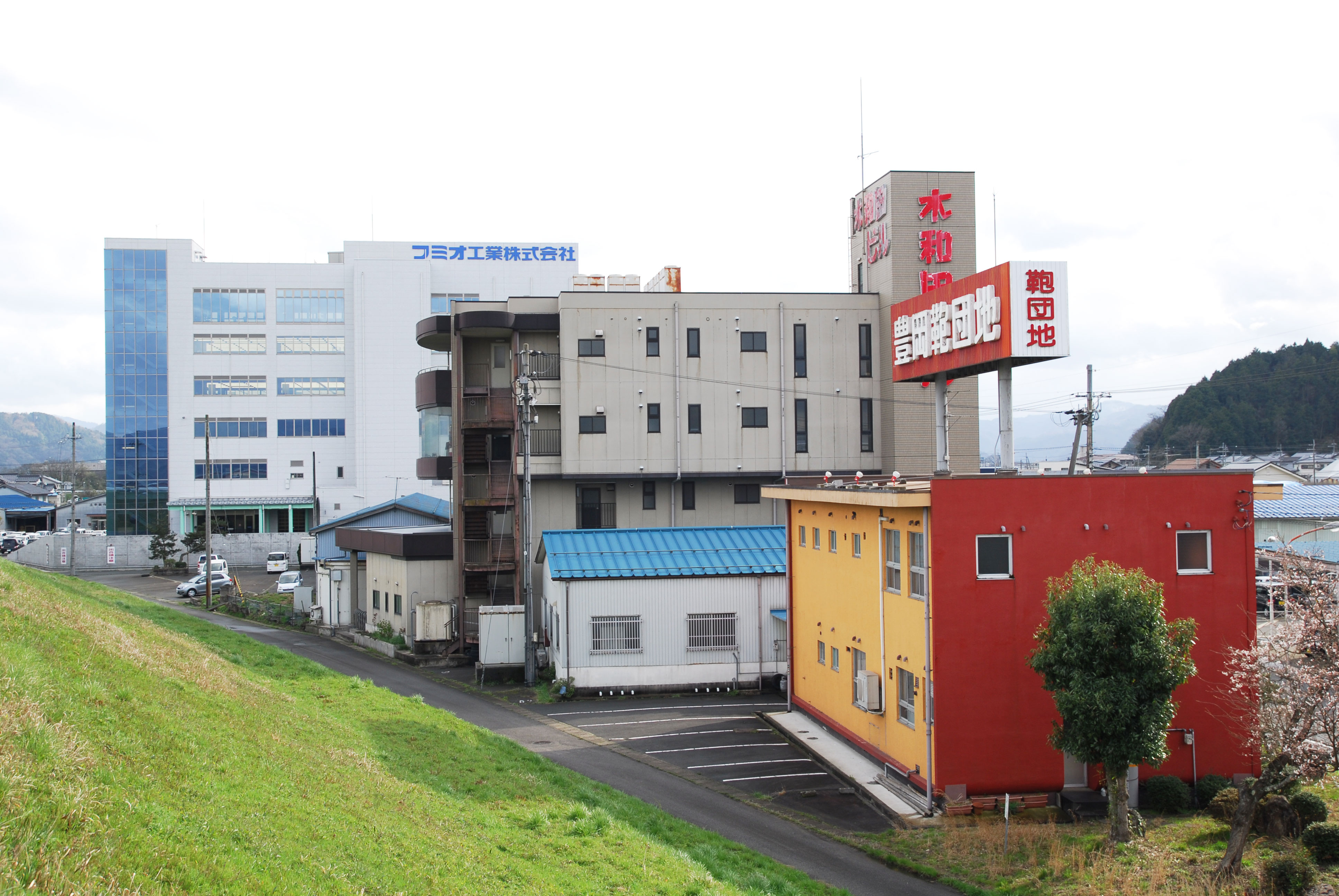
豊岡鞄団地

豊岡鞄団地（とよおかかばんだんち）は兵庫県豊岡市九日市にある鞄を生産している工業団地。正式名称協同組合豊岡鞄工業センター。

## 概要
1968年（昭和43年）11月に造成された日本で唯一、鞄の関連企業を集積した工業団地である。
かつて、豊岡の鞄産業は市街地の自宅兼工場において生産が行なわれていたが、1968年（昭和43年）に共同化と近代化を図るために運営主体となる協同組合 豊岡鞄工業センターが設立された。年2回の定期的な合同見本市を実施するなど、鞄産業の集積地としてのメリットを活かす様々な取り組みを行っている。
鞄業界は大きく分類して卸商、製造、材料の業態に分かれており、当団地では、鞄卸商2社、鞄製造会社8社、鞄材料商4社の3部門の計14社と異業種3社で構成されている。
組合員数約480名、総面積31,997平方メートル。

## 沿革
- 1968年（昭和43年）11月 - 造成される
- 1974年（昭和49年）8月 - 特産業統計調査が実施される
- 1978年（昭和53年）3月 - 中核施設となる豊岡鞄会館が完成する（現：豊岡公民館）
- 1979年（昭和54年） - 産地中小企業対策臨時措置法に基づき、更なる近代化を図る
- 1991年（平成3年）3月 - 豊岡鞄産地振興ビジョンを策定する

## 進出企業

### 鞄製造卸業
- 木和田
- コニー

### 鞄製造業
- フミオ工業
- バッグワークス
- トリオ
- モリタ
- 高島豊商店
- 木和田正昭商店

### 材料商
- 並河
- 萬徳商事

## 所在地
- 兵庫県豊岡市九日市上町817-12

## アクセス
- 全但バス - 「鞄団地前」下車すぐ

## 周辺
- 兵庫県立但馬技術大学校
- 但馬空港